# Frankfort (Freistaat)
Frankfort ist eine Stadt in der südafrikanischen Provinz Freistaat. Sie ist Sitz der Lokalgemeinde Mafube im Distrikt Fezile Dabi.

## Geographie
2011 hatte Frankfort 5840 Einwohner. Unmittelbar nördlich liegt das Township Namahadi mit 20.304 Einwohnern. Frankfort liegt am Nordufer des Wilge River.

## Geschichte
Frankfort wurde 1869 auf der Farm Roodepoort gegründet und nach der Stadt Frankfurt am Main benannt. 1883 besuchte Johannes Henricus Brand  den Ort und legte den Grundstein zum Bau der niederländisch-reformierten Kirche. 1896 erhielt der Ort Gemeindestatus. Die Kirche wurde im Verlauf des Zweiten Burenkrieges von Britischen Truppen niedergebrannt und bis 1918 neu errichtet.

## Wirtschaft und Verkehr

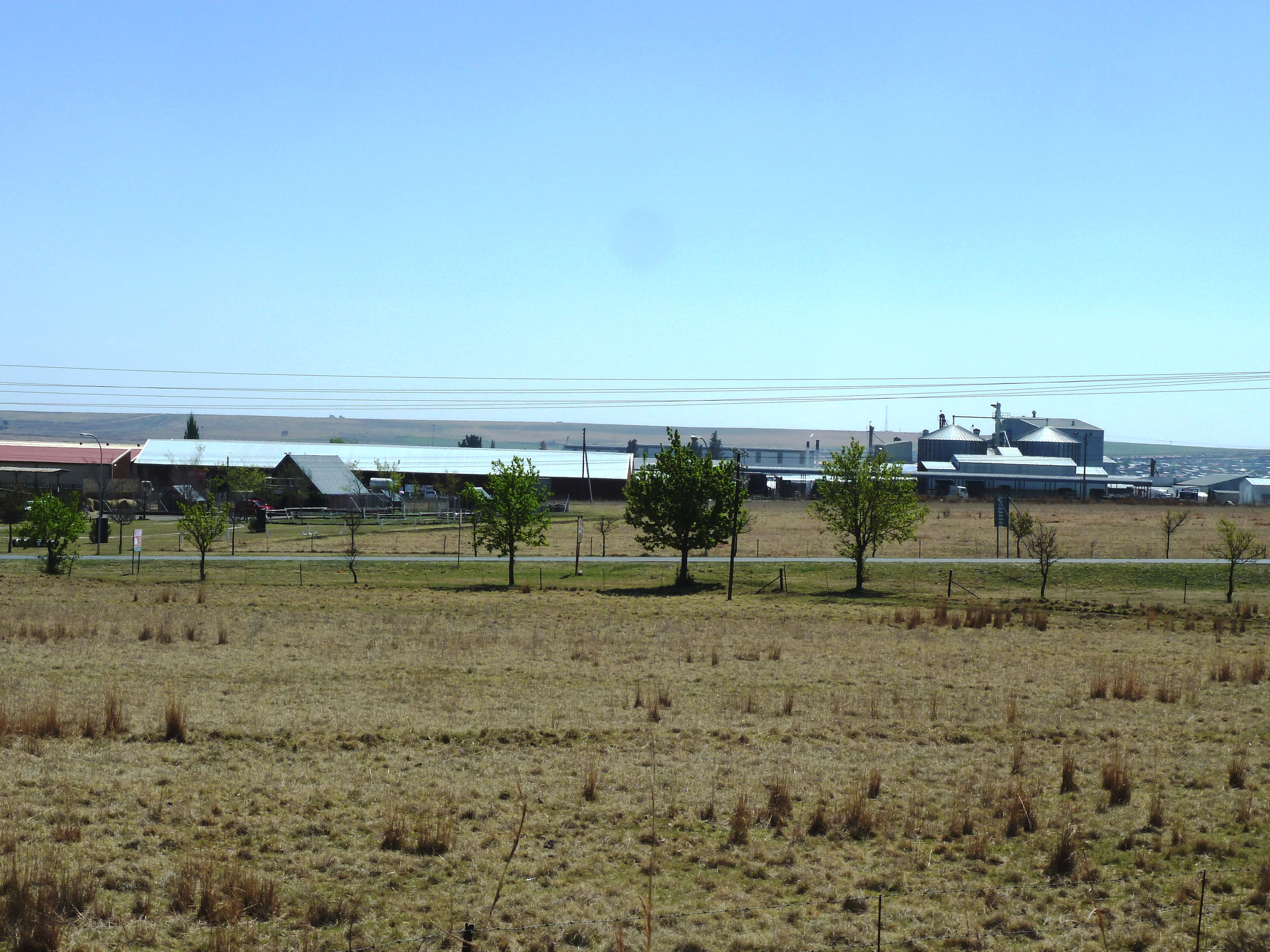
Industriebetrieb bei Frankfort

Um Frankfort wird Landwirtschaft betrieben, entlang dem Wilge River mit künstlicher Bewässerung. Neben dem Maisanbau wird Vieh gezüchtet.
Die Fernstraße R34 führt durch Frankfort und verbindet unter anderem Heilbron im Westen mit Vrede im Osten. Die R26 führt südwärts Richtung Tweeling und Reitz und nordwärts nach Villiers.
Die Stadt hat am Ostrand einen Bahnhof an der Strecke Balfour North–Bethlehem–Bloemfontein, die im Güterverkehr bedient wird. Nördlich der Stadt liegt der Frankfort Airport, der nicht im Linienverkehr bedient wird (ICAO-Code: FAFF).

## Sehenswürdigkeiten
Als Nationaldenkmal (national monument) sind das edwardianische Magistratsgebäude sowie die Polizeistation und das Postamt von 1904 ausgewiesen, die beide aus Sandstein errichtet wurden.